# Amilcar Gazaniga
Amilcar Gazaniga (Itajaí, 18 de março de 1947) é um engenheiro e político brasileiro.

## Vida
Filho de Emílio Gazaniga Júnior e de Clarinda Correia Gazaniga, diplomou-se em engenharia elétrica pela Universidade Federal de Santa Catarina.

## Carreira
Foi deputado à Assembleia Legislativa de Santa Catarina na 10ª legislatura (1983 — 1987), eleito pelo Partido Democrático Social (PDS). Nas eleições de 1986 foi candidato a governador de Santa Catarina pelo PDS, ficando em 3º lugar com 16,60 % dos votos.